# Claudio Nocera
Claudio Nocera, noto anche con lo pseudonimo di Rufus (Genova, 25 ottobre 1957 – Milano, 28 luglio 2004), è stato un attore e comico italiano.

## Biografia
Fondatore e uno dei principali componenti del gruppo cabarettistico dei Cavalli Marci, è morto nel 2004 a causa di un infarto.

## Filmografia
- Come se fosse amore, regia di Roberto Burchielli (2002)

## Programmi TV
- Ciro, il figlio di Target (1997-1998)
- Serenate (1998)
- Ciro (1999)